# ليندا جاى سكوت
ليندا جاى سكوت (بالإنجليزية: Linda Gaye Scott)‏ هي ممثلة أمريكية، ولدت في 1 فبراير 1943 بلوس أنجلوس في الولايات المتحدة.

## أعمال

### أفلام
- (1968) الحفلة
- (1973) وست وورلد

## وصلات خارجية
- ليندا جاى سكوت على موقع IMDb (الإنجليزية)
- ليندا جاى سكوت على موقع ألو سيني (الفرنسية)
- ليندا جاى سكوت على موقع قاعدة بيانات الأفلام السويدية (السويدية)
- ليندا جاى سكوت على موقع قاعدة بيانات الفيلم (الإنجليزية)
- ليندا جاى سكوت على موقع كينوبويسك (الروسية)